# Schizaea digitata
Schizaea digitata là một loài dương xỉ trong họ Schizaeaceae. Loài này được L. Sw. mô tả khoa học đầu tiên năm 1806.